# Ophioglossum alpinum
Ophioglossum alpinum là một loài dương xỉ trong họ Ophioglossaceae. Loài này được Rouy mô tả khoa học đầu tiên năm 1898.
Danh pháp khoa học của loài này chưa được làm sáng tỏ. 